# Clasificación de UEFA para la Copa Mundial de Fútbol de 1978
En la fase de clasificación para la Copa Mundial de Fútbol de 1978 celebrado en Argentina, la UEFA disponía de 9,5 plazas (de las 16 totales del mundial). Alemania Federal, como campeón del anterior mundial, se clasificó directamente; dejando 8,5 plazas (8 directas y otra que se jugó en una repesca intercontinental) a la que optaban un total de 31 equipos.
Los 31 equipos se agruparon en 9 grupos (cinco grupos de 3 equipos y cuatro de 4 equipos). Los equipos jugaron una liguilla. Los primeros de grupo se clasificaron para la Copa Mundial de Fútbol de 1978, excepto el peor primero, que fue el del grupo 9, que pasaron a jugar la repesca intercontinental contra un representante de la CONMEBOL. Si dos equipos empataban a puntos se desempataba teniendo en cuenta la diferencia de goles acumulada.
En negrita aparecen los equipos clasificados, y en cursiva los que disputaron un partido de desempate o de play-off.

## Grupo 1
| Equipo    | Pts | PJ | PG | PE | PP | GF | GC | Dif |
| --------- | --- | -- | -- | -- | -- | -- | -- | --- |
| Polonia   | 11  | 6  | 5  | 1  | 0  | 17 | 4  | 13  |
| Portugal  | 9   | 6  | 4  | 1  | 1  | 12 | 6  | 6   |
| Dinamarca | 4   | 6  | 2  | 0  | 4  | 14 | 12 | 2   |
| Chipre    | 0   | 6  | 0  | 0  | 6  | 3  | 24 | -21 |

| Partido   | Partido              | Partido | Partido              | Partido   | Lugar      | Estadio         | Público | Fecha                    |
| Chipre    | Bandera de Chipre    | 1:5     | Bandera de Dinamarca | Dinamarca | Limassol   | Tsirio          | 5.000   | 23 de mayo de 1976       |
| Portugal  | Bandera de Portugal  | 0:2     | Bandera de Polonia   | Polonia   | Oporto     | Das Antas       | 30.000  | 16 de octubre de 1976    |
| Dinamarca | Bandera de Dinamarca | 5:0     | Bandera de Chipre    | Chipre    | Copenhague | Parken          | 30.600  | 27 de octubre de 1976    |
| Polonia   | Bandera de Polonia   | 5:0     | Bandera de Chipre    | Chipre    | Varsovia   | Dziesieciolecia | 60.000  | 31 de octubre de 1976    |
| Portugal  | Bandera de Portugal  | 1:0     | Bandera de Dinamarca | Dinamarca | Lisboa     | Da Luz          | 35.000  | 17 de noviembre de 1976  |
| Chipre    | Bandera de Chipre    | 1:2     | Bandera de Portugal  | Portugal  | Limassol   | Tsirio          | 7.000   | 5 de diciembre de 1976   |
| Dinamarca | Bandera de Dinamarca | 1:2     | Bandera de Polonia   | Polonia   | Copenhague | Parken          | 48.000  | 1 de mayo de 1977        |
| Chipre    | Bandera de Chipre    | 1:3     | Bandera de Polonia   | Polonia   | Limassol   | Tsirio          | 8.000   | 15 de mayo de 1977       |
| Polonia   | Bandera de Polonia   | 4:1     | Bandera de Dinamarca | Dinamarca | Chorzów    | Silesia         | 92.500  | 21 de septiembre de 1977 |
| Dinamarca | Bandera de Dinamarca | 2:4     | Bandera de Portugal  | Portugal  | Copenhague | Parken          | 23.300  | 9 de octubre de 1977     |
| Polonia   | Bandera de Polonia   | 1:1     | Bandera de Portugal  | Portugal  | Chorzów    | Silesia         | 80.000  | 29 de octubre de 1977    |
| Portugal  | Bandera de Portugal  | 4:0     | Bandera de Chipre    | Chipre    | Faro       | Sao Luis        | 13 000  | 16 de noviembre de 1977  |

## Grupo 2
| Equipo     | Pts | PJ | PG | PE | PP | GF | GC | Dif |
| ---------- | --- | -- | -- | -- | -- | -- | -- | --- |
| Italia     | 10  | 6  | 5  | 0  | 1  | 18 | 4  | 14  |
| Inglaterra | 10  | 6  | 5  | 0  | 1  | 15 | 4  | 11  |
| Finlandia  | 4   | 6  | 2  | 0  | 4  | 11 | 16 | -5  |
| Luxemburgo | 0   | 6  | 0  | 0  | 6  | 2  | 22 | -20 |

| Partido    | Partido               | Partido | Partido               | Partido    | Lugar      | Estadio      | Público | Fecha                    |
| Finlandia  | Bandera de Finlandia  | 1:4     | Bandera de Inglaterra | Inglaterra | Helsinki   | Olímpico     | 24.000  | 13 de junio de 1976      |
| Finlandia  | Bandera de Finlandia  | 7:1     | Bandera de Luxemburgo | Luxemburgo | Helsinki   | Olímpico     | 4.555   | 22 de septiembre de 1976 |
| Inglaterra | Bandera de Inglaterra | 2:1     | Bandera de Finlandia  | Finlandia  | Londres    | Wembley      | 92.000  | 13 de octubre de 1976    |
| Luxemburgo | Bandera de Luxemburgo | 1:4     | Bandera de Italia     | Italia     | Luxemburgo | Josy Barthel | 11.700  | 16 de octubre de 1976    |
| Italia     | Bandera de Italia     | 2:0     | Bandera de Inglaterra | Inglaterra | Roma       | Olímpico     | 70.718  | 17 de noviembre de 1976  |
| Inglaterra | Bandera de Inglaterra | 5:0     | Bandera de Luxemburgo | Luxemburgo | Londres    | Wembley      | 81.718  | 30 de marzo de 1977      |
| Luxemburgo | Bandera de Luxemburgo | 0:1     | Bandera de Finlandia  | Finlandia  | Luxemburgo | Josy Barthel | 1.800   | 26 de mayo de 1977       |
| Finlandia  | Bandera de Finlandia  | 0:3     | Bandera de Italia     | Italia     | Helsinki   | Olímpico     | 17.531  | 8 de junio de 1977       |
| Luxemburgo | Bandera de Luxemburgo | 0:2     | Bandera de Inglaterra | Inglaterra | Luxemburgo | Josy Barthel | 10.621  | 12 de octubre de 1977    |
| Italia     | Bandera de Italia     | 6:1     | Bandera de Finlandia  | Finlandia  | Turín      | Comunale     | 62.888  | 15 de octubre de 1977    |
| Inglaterra | Bandera de Inglaterra | 2:0     | Bandera de Italia     | Italia     | Londres    | Wembley      | 92.500  | 16 de noviembre de 1977  |
| Italia     | Bandera de Italia     | 3:0     | Bandera de Luxemburgo | Luxemburgo | Roma       | Olímpico     | 75.000  | 3 de diciembre de 1977   |

## Grupo 3
| Equipo               | Pts | PJ | PG | PE | PP | GF | GC | Dif |
| -------------------- | --- | -- | -- | -- | -- | -- | -- | --- |
| Austria              | 10  | 6  | 4  | 2  | 0  | 14 | 2  | 12  |
| Alemania Democrática | 9   | 6  | 3  | 3  | 0  | 15 | 4  | 11  |
| Turquía              | 5   | 6  | 2  | 1  | 3  | 9  | 5  | 4   |
| Malta                | 0   | 6  | 0  | 0  | 6  | 0  | 27 | -27 |

| Partido              | Partido                      | Partido | Partido                      | Partido              | Lugar     | Estadio         | Público | Fecha                    |
| Turquía              | Bandera de Turquía           | 4:0     | Bandera de Malta             | Malta                | Esmirna   | Izmir Ataturk   | 68.034  | 31 de octubre de 1976    |
| Alemania Democrática | Bandera de Alemania Oriental | 1:1     | Bandera de Turquía           | Turquía              | Dresde    | Dynamo          | 18.000  | 17 de noviembre de 1976  |
| Malta                | Bandera de Malta             | 0:1     | Bandera de Austria           | Austria              | Gzira     | Empire Stadium  | 7.368   | 5 de diciembre de 1976   |
| Malta                | Bandera de Malta             | 0:1     | Bandera de Alemania Oriental | Alemania Democrática | Gzira     | Empire Stadium  | 6.279   | 2 de abril de 1977       |
| Austria              | Bandera de Austria           | 1:0     | Bandera de Turquía           | Turquía              | Viena     | Ernst Happel    | 65.000  | 17 de abril de 1977      |
| Austria              | Bandera de Austria           | 9:0     | Bandera de Malta             | Malta                | Salzburgo | Lehen           | 18.000  | 30 de abril de 1977      |
| Austria              | Bandera de Austria           | 1:1     | Bandera de Alemania Oriental | Alemania Democrática | Viena     | Ernst Happel    | 72.000  | 24 de septiembre de 1977 |
| Alemania Democrática | Bandera de Alemania Oriental | 1:1     | Bandera de Austria           | Austria              | Leipzig   | Zentralstadion  | 95.000  | 12 de octubre de 1977    |
| Alemania Democrática | Bandera de Alemania Oriental | 9:0     | Bandera de Malta             | Malta                | Potsdam   | Karl Liebknecht | 15.000  | 29 de octubre de 1977    |
| Turquía              | Bandera de Turquía           | 0:1     | Bandera de Austria           | Austria              | Esmirna   | Izmir Ataturk   | 72.000  | 30 de octubre de 1977    |
| Turquía              | Bandera de Turquía           | 1:2     | Bandera de Alemania Oriental | Alemania Democrática | Esmirna   | Izmir Ataturk   | 10.000  | 16 de noviembre de 1977  |
| Malta                | Bandera de Malta             | 0:3     | Bandera de Turquía           | Turquía              | Gzira     | Empire Stadium  | 2.246   | 27 de noviembre de 1977  |

## Grupo 4
| Equipo            | Pts | PJ | PG | PE | PP | GF | GC | Dif |
| ----------------- | --- | -- | -- | -- | -- | -- | -- | --- |
| Países Bajos      | 11  | 6  | 5  | 1  | 0  | 11 | 3  | 8   |
| Bélgica           | 6   | 6  | 3  | 0  | 3  | 7  | 6  | 1   |
| Irlanda del Norte | 5   | 6  | 2  | 1  | 3  | 7  | 6  | 1   |
| Islandia          | 2   | 6  | 1  | 0  | 5  | 2  | 12 | -10 |

| Partido           | Partido                      | Partido | Partido                      | Partido           | Lugar     | Estadio          | Público | Fecha                    |
| Islandia          | Bandera de Islandia          | 0:1     | Bandera de Bélgica           | Bélgica           | Reikiavik | Laugardalsvollur | 9.650   | 5 de septiembre de 1976  |
| Islandia          | Bandera de Islandia          | 0:1     | Bandera de los Países Bajos  | Países Bajos      | Reikiavik | Laugardalsvollur | 10.210  | 8 de septiembre de 1976  |
| Países Bajos      | Bandera de los Países Bajos  | 2:2     | Bandera de Irlanda del Norte | Irlanda del Norte | Róterdam  | De Kuip          | 56.000  | 13 de octubre de 1976    |
| Bélgica           | Bandera de Bélgica           | 2:0     | Bandera de Irlanda del Norte | Irlanda del Norte | Lieja     | Maurice Dufrasne | 25.081  | 10 de noviembre de 1976  |
| Bélgica           | Bandera de Bélgica           | 0:2     | Bandera de los Países Bajos  | Países Bajos      | Amberes   | Bosuilstadion    | 48.343  | 26 de marzo de 1977      |
| Islandia          | Bandera de Islandia          | 1:0     | Bandera de Irlanda del Norte | Irlanda del Norte | Reikiavik | Laugardalsvollur | 10.269  | 11 de junio de 1977      |
| Países Bajos      | Bandera de los Países Bajos  | 4:1     | Bandera de Islandia          | Islandia          | Nimega    | Goffert          | 25.000  | 31 de agosto de 1977     |
| Bélgica           | Bandera de Bélgica           | 4:0     | Bandera de Islandia          | Islandia          | Bruselas  | Emile Verse      | 5.807   | 3 de septiembre de 1977  |
| Irlanda del Norte | Bandera de Irlanda del Norte | 2:0     | Bandera de Islandia          | Islandia          | Belfast   | Windsor Park     | 17.000  | 21 de septiembre de 1977 |
| Irlanda del Norte | Bandera de Irlanda del Norte | 0:1     | Bandera de los Países Bajos  | Países Bajos      | Belfast   | Windsor Park     | 33.000  | 12 de octubre de 1977    |
| Países Bajos      | Bandera de los Países Bajos  | 1:0     | Bandera de Bélgica           | Bélgica           | Ámsterdam | Olímpico         | 62.000  | 26 de octubre de 1977    |
| Irlanda del Norte | Bandera de Irlanda del Norte | 3:0     | Bandera de Bélgica           | Bélgica           | Belfast   | Windsor Park     | 8.000   | 16 de noviembre de 1977  |

## Grupo 5
| Equipo   | Pts | PJ | PG | PE | PP | GF | GC | Dif |
| -------- | --- | -- | -- | -- | -- | -- | -- | --- |
| Francia  | 5   | 4  | 2  | 1  | 1  | 7  | 4  | 3   |
| Bulgaria | 4   | 4  | 1  | 2  | 1  | 5  | 6  | -1  |
| Irlanda  | 3   | 4  | 1  | 1  | 2  | 2  | 4  | -2  |

| Partido  | Partido             | Partido | Partido             | Partido  | Lugar  | Estadio                 | Público | Fecha                   |
| Bulgaria | Bandera de Bulgaria | 2:2     | Bandera de Francia  | Francia  | Sofía  | Vasil Levski            | 58.000  | 9 de octubre de 1976    |
| Francia  | Bandera de Francia  | 2:0     | Bandera de Irlanda  | Irlanda  | París  | Parque de los Príncipes | 43.437  | 17 de noviembre de 1976 |
| Irlanda  | Bandera de Irlanda  | 1:0     | Bandera de Francia  | Francia  | Dublín | Lansdowne Road          | 48.000  | 30 de marzo de 1977     |
| Bulgaria | Bandera de Bulgaria | 2:1     | Bandera de Irlanda  | Irlanda  | Sofía  | Vasil Levski            | 35.214  | 1 de junio de 1977      |
| Irlanda  | Bandera de Irlanda  | 0:0     | Bandera de Bulgaria | Bulgaria | Dublín | Lansdowne Road          | 25.000  | 12 de octubre de 1977   |
| Francia  | Bandera de Francia  | 3:1     | Bandera de Bulgaria | Bulgaria | París  | Parque de los Príncipes | 44.860  | 16 de noviembre de 1977 |

## Grupo 6
| Equipo  | Pts | PJ | PG | PE | PP | GF | GC | Dif |
| ------- | --- | -- | -- | -- | -- | -- | -- | --- |
| Suecia  | 6   | 4  | 3  | 0  | 1  | 7  | 4  | 3   |
| Noruega | 4   | 4  | 2  | 0  | 2  | 3  | 4  | -1  |
| Suiza   | 2   | 4  | 1  | 0  | 3  | 3  | 5  | -2  |

| Partido | Partido            | Partido | Partido            | Partido | Lugar     | Estadio        | Público | Fecha                   |
| Suecia  | Bandera de Suecia  | 2:0     | Bandera de Noruega | Noruega | Estocolmo | Rasunda        | 30.631  | 16 de junio de 1976     |
| Noruega | Bandera de Noruega | 1:0     | Bandera de Suiza   | Suiza   | Oslo      | Ullevaal       | 15.024  | 8 de septiembre de 1976 |
| Suiza   | Bandera de Suiza   | 1:2     | Bandera de Suecia  | Suecia  | Basilea   | St. Jakob Park | 30.000  | 9 de octubre de 1976    |
| Suecia  | Bandera de Suecia  | 2:1     | Bandera de Suiza   | Suiza   | Estocolmo | Rasunda        | 43.269  | 8 de junio de 1977      |
| Noruega | Bandera de Noruega | 2:1     | Bandera de Suecia  | Suecia  | Oslo      | Ullevaal       | 23.065  | 7 de septiembre de 1977 |
| Suiza   | Bandera de Suiza   | 1:0     | Bandera de Noruega | Noruega | Berna     | Wankdorf       | 11.000  | 30 de octubre de 1977   |

## Grupo 7
| Equipo         | Pts | PJ | PG | PE | PP | GF | GC | Dif |
| -------------- | --- | -- | -- | -- | -- | -- | -- | --- |
| Escocia        | 6   | 4  | 3  | 0  | 1  | 6  | 3  | 3   |
| Checoslovaquia | 4   | 4  | 2  | 0  | 2  | 4  | 6  | -2  |
| Gales          | 2   | 4  | 1  | 0  | 3  | 3  | 4  | -1  |

| Partido        | Partido                   | Partido | Partido                   | Partido        | Lugar     | Estadio           | Público | Fecha                    |
| Checoslovaquia | Bandera de Checoslovaquia | 2:0     | Bandera de Escocia        | Escocia        | Praga     | Letna             | 38.000  | 13 de octubre de 1976    |
| Escocia        | Bandera de Escocia        | 1:0     | Bandera de Gales          | Gales          | Glasgow   | Hampden Park      | 63.233  | 17 de noviembre de 1976  |
| Gales          | Bandera de Gales          | 3:0     | Bandera de Checoslovaquia | Checoslovaquia | Wrexham   | Racecourse Ground | 18.022  | 30 de marzo de 1977      |
| Escocia        | Bandera de Escocia        | 3:1     | Bandera de Checoslovaquia | Checoslovaquia | Glasgow   | Hampden Park      | 85.000  | 21 de septiembre de 1977 |
| Gales          | Bandera de Gales          | 0:2     | Bandera de Escocia        | Escocia        | Liverpool | Anfield           | 50.850  | 12 de octubre de 1977    |
| Checoslovaquia | Bandera de Checoslovaquia | 1:0     | Bandera de Gales          | Gales          | Praga     | Letna             | 22.383  | 16 de noviembre de 1977  |

## Grupo 8
| Equipo     | Pts | PJ | PG | PE | PP | GF | GC | Dif |
| ---------- | --- | -- | -- | -- | -- | -- | -- | --- |
| España     | 6   | 4  | 3  | 0  | 1  | 4  | 1  | 3   |
| Rumania    | 4   | 4  | 2  | 0  | 2  | 7  | 8  | -1  |
| Yugoslavia | 2   | 4  | 1  | 0  | 3  | 6  | 8  | -2  |

| Partido    | Partido               | Partido | Partido               | Partido    | Lugar    | Estadio          | Público | Fecha                   |
| España     | Bandera de España     | 1:0     | Bandera de Yugoslavia | Yugoslavia | Sevilla  | Sánchez Pizjuan  | 19.217  | 10 de octubre de 1976   |
| Rumania    | Bandera de Rumania    | 1:0     | Bandera de España     | España     | Bucarest | Ghencea          | 20.000  | 16 de abril de 1977     |
| Yugoslavia | Bandera de Yugoslavia | 0:2     | Bandera de Rumania    | Rumania    | Zagreb   | Maksimir         | 45.000  | 8 de mayo de 1977       |
| España     | Bandera de España     | 2:0     | Bandera de Rumania    | Rumania    | Madrid   | Vicente Calderón | 50.000  | 26 de octubre de 1977   |
| Rumania    | Bandera de Rumania    | 4:6     | Bandera de Yugoslavia | Yugoslavia | Bucarest | Lia Manoliu      | 35.000  | 13 de noviembre de 1977 |
| Yugoslavia | Bandera de Yugoslavia | 0:1     | Bandera de España     | España     | Belgrado | Estrella Roja    | 66.285  | 30 de noviembre de 1977 |

## Grupo 9
| Equipo          | Pts | PJ | PG | PE | PP | GF | GC | Dif |
| --------------- | --- | -- | -- | -- | -- | -- | -- | --- |
| Hungría         | 5   | 4  | 2  | 1  | 1  | 6  | 4  | 2   |
| Unión Soviética | 4   | 4  | 2  | 0  | 2  | 5  | 3  | 2   |
| Grecia          | 3   | 4  | 1  | 1  | 2  | 2  | 6  | -4  |

| Partido         | Partido                       | Partido | Partido                       | Partido         | Lugar    | Estadio       | Público | Fecha                |
| Grecia          | Bandera de Grecia             | 1:1     | Bandera de Hungría            | Hungría         | El Pireo | Karaiskakis   | 25.255  | 9 de octubre de 1976 |
| Unión Soviética | Bandera de la Unión Soviética | 2:0     | Bandera de Grecia             | Grecia          | Moscú    | Luzhniki      | 50.000  | 24 de abril de 1977  |
| Hungría         | Bandera de Hungría            | 2:1     | Bandera de la Unión Soviética | Unión Soviética | Budapest | Ferenc Puskas | 80.000  | 30 de abril de 1977  |
| Grecia          | Bandera de Grecia             | 1:0     | Bandera de la Unión Soviética | Unión Soviética | Salónica | Kaftanzoglio  | 32.000  | 10 de mayo de 1977   |
| Unión Soviética | Bandera de la Unión Soviética | 2:0     | Bandera de Hungría            | Hungría         | Tiflis   | Dinamo        | 75.000  | 18 de mayo de 1977   |
| Hungría         | Bandera de Hungría            | 3:0     | Bandera de Grecia             | Grecia          | Budapest | Ferenc Puskas | 75.000  | 25 de mayo de 1977   |

## Repesca intercontinentalUEFA-CONMEBOL
| 29 de octubre de 1977 | Hungría                                                                         | 6–0     | Bolivia | Népstadion, Budapest                                      |                                                           |
|                       | - Nyilasi 12' - Törőcsik 19' - Zombori 22' - Várady 27' - Pintér 39' - Nagy 81' | Reporte |         | Asistencia: 60,000 espectadores Árbitro(s): Ramón Barreto | Asistencia: 60,000 espectadores Árbitro(s): Ramón Barreto |

| 30 de noviembre de 1977 | Bolivia                     | 2–3 (Global 2-9) | Hungría                                            | Estadio Hernando Siles, La Paz                             |                                                            |
|                         | Aragonés 45+2' (pen.) 90+4' | Reporte          | - Törőcsik 37' - Halász 43' - Del Llano 84' (a.g.) | Asistencia: 46,583 espectadores Árbitro(s): Charles Corver | Asistencia: 46,583 espectadores Árbitro(s): Charles Corver |

Hungría se clasificó para la Copa Mundial de Fútbol de 1978.

## Clasificados
| Bandera de Alemania               | Polonia           | Italia             | Austria           | Países Bajos       |
| Alemania Federal Campeón defensor | Polonia           | Italia             | Austria           | Países Bajos       |
| Bandera de Francia                | Bandera de Suecia | Bandera de Escocia | Bandera de España | Bandera de Hungría |
| Francia                           | Suecia            | Escocia            | España            | Hungría            |
| --------------------------------- | ----------------- | ------------------ | ----------------- | ------------------ |